# Urtica
La ortiga (del latín «urtica») es el nombre común de las plantas del género Urtica, de la familia de las urticáceas, la mayoría de ellas caracterizadas por tener unos pelos urticantes que liberan una sustancia alcalina que produce escozor e inflamación en la piel. Es una de las «malas hierbas» más habituales, bien conocida por sus cualidades urticantes. Es una de las plantas que más aplicaciones medicinales posee.
Existen varios tipos:
- La Urtica dioica, conocida como ortiga mayor y ortiga verde, que es la más común. Alcanza entre 50 y 150 centímetros. La característica más conocida de esta planta es la presencia de pelos urticantes cuyo líquido cáustico (acetilcolina) produce una irritación con picor intenso en la piel cuando se la toca o roza. Tiene el tallo de sección en forma de cuadrado, hojas con forma de óvalo, con el borde aserrado, sus flores son pequeñas, unisexuales, inconspicuas y agrupadas en glomérulos.
- La Urtica urens, conocida como ortiga menor, suele crecer al lado de la ortiga mayor, tiene unos 60 centímetros y produce mayor irritación que la anterior,[2] pero posee menos virtudes terapéuticas.

## Descripción botánica

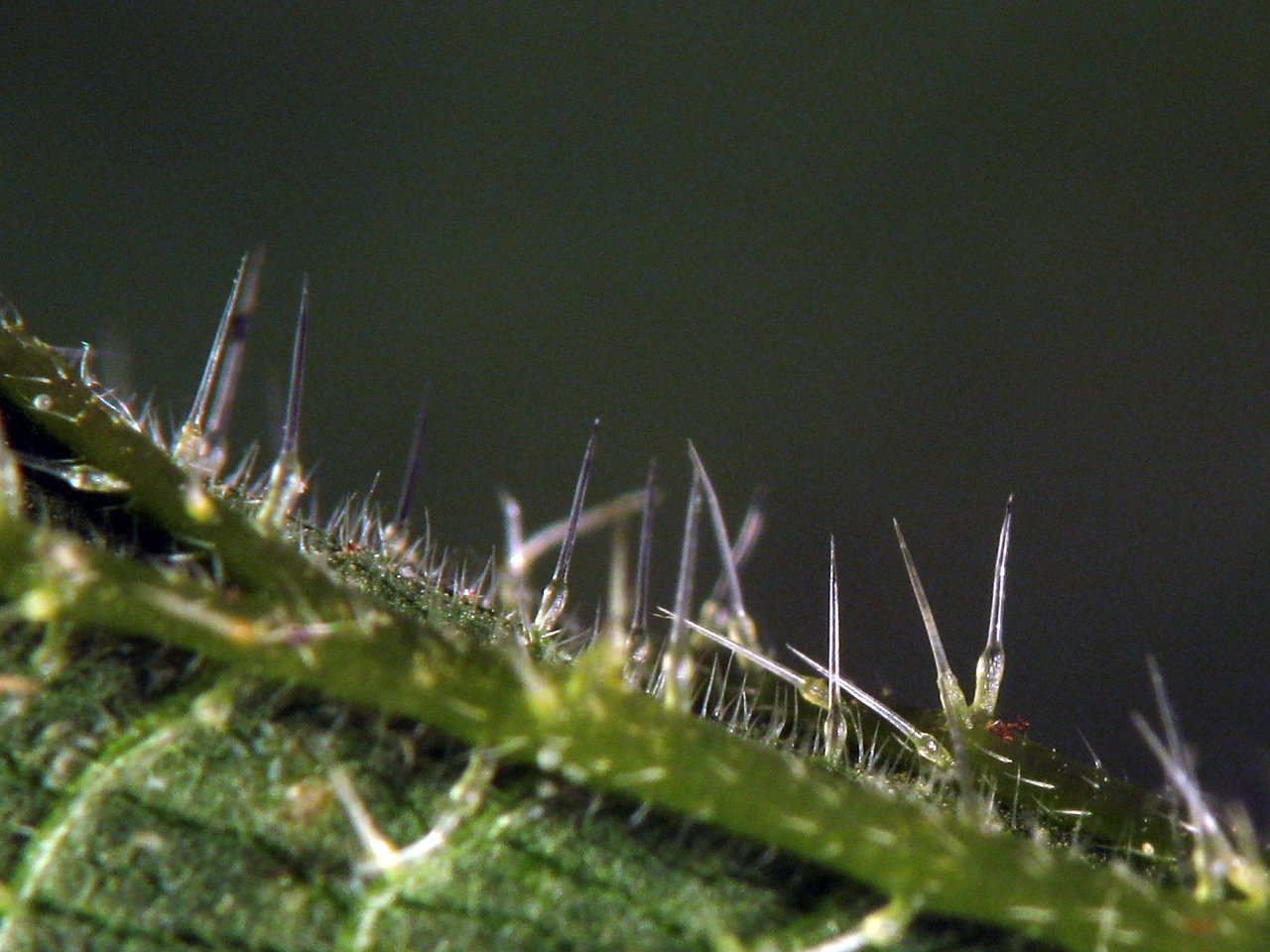
Pelos urticantes de una Urtica dioica.

La ortiga es una planta arbustiva perenne, dioica, de aspecto tosco y que puede alcanzar hasta 1,20 m de altura.
Es característico de esta planta el poseer unos pelos urticantes que tienen la forma de pequeñísimas ampollas llenas de un líquido irritante que al contacto con la piel producen una lesión y vierten su contenido (ácido fórmico, resina, histamina y una sustancia proteínica desconocida) sobre ella, provocando ronchas, escozor y prurito. Este picor se debe a la acción del ácido fórmico, compuesto del que contiene una gran cantidad. Estos pelos son muy duros y frágiles en la punta, por lo que es suficiente el roce para provocar su rotura.

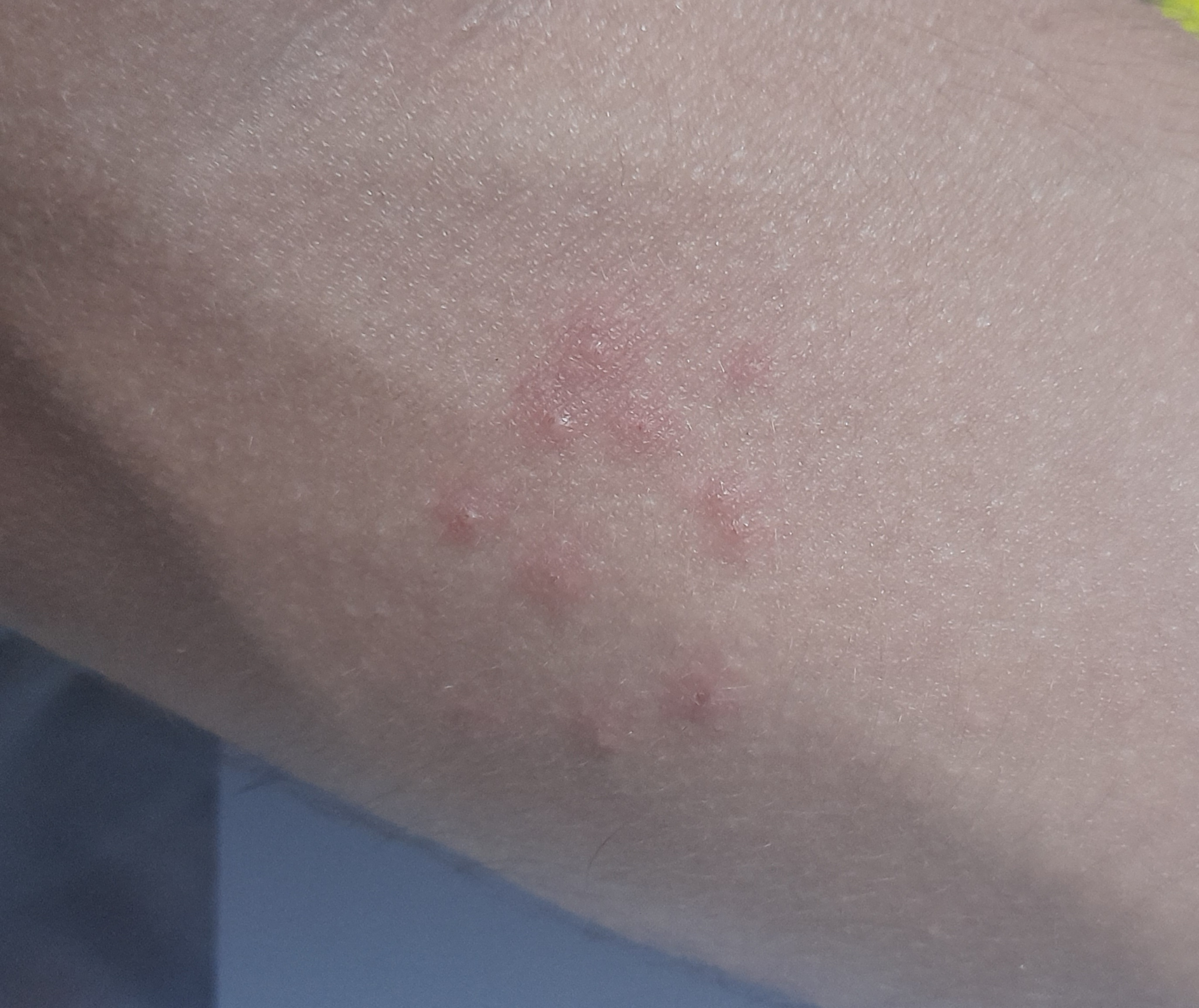
Reacción alérgica

La raíz es muy rica en taninos, que le confieren una acción astringente.
Posee un tallo rojizo o amarillento, erguido, cuadrangular, ramificado y ahuecado en los entrenudos. Está dotado en todos los nudos de parejas de hojas y está recubierto de pelos urticantes.

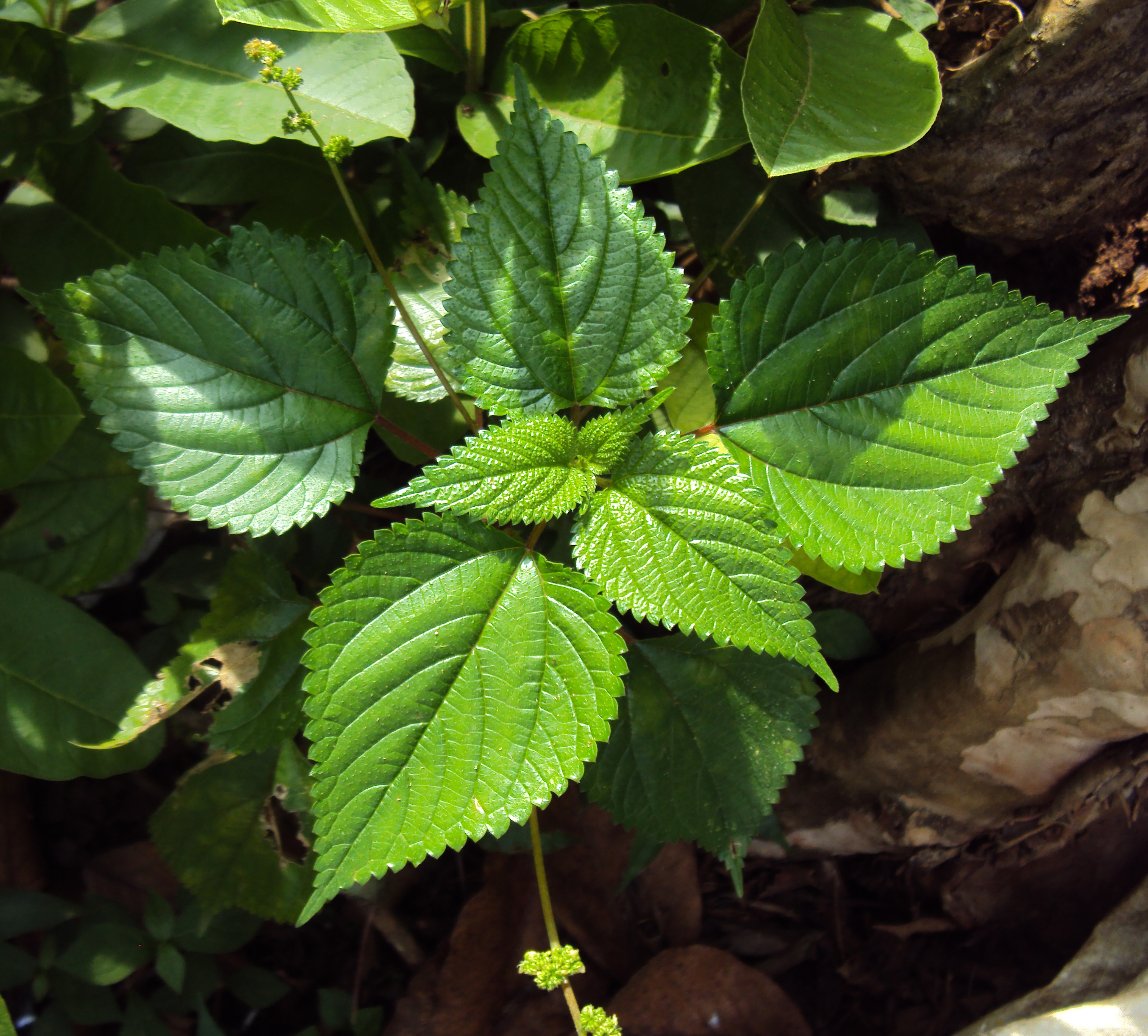
Hojas de una Urtica parviflora.

Las hojas son de figura ovalada, rugosas, aserradas, puntiagudas, y de hasta 15 cm. Son de color verde oscuro y con pétalos de color amarillo suave. Se encuentran opuestas y también están provistas, al igual que el tallo, de los pelos que la caracterizan.
Las flores son verdes amarillosas con estambres amarillos, reunidas en panículas pendulares, asilares y terminales. Normalmente son unisexuales, pequeñas y dispuestas en racimos colgantes de hasta 10 cm. Las femeninas se encuentran en largos amentos colgantes y las masculinas en inflorescencias más cortas.
Sus frutos son aquenios (cápsulas) y secos.

## Especies
- Urtica angustifolia. China, Japón, Corea.
- Urtica ardens. China.
- Urtica atrichocaulis. Himalayas, suroeste de China.
- Urtica atrovirens. Oeste del Mediterráneo.
- Urtica cannabina. Oeste de Asia desde Siberia a Irán.
- Urtica chamaedryoides (ortiga de hojas de corazón). Sureste de Norteamérica.
- Urtica dioica (ortiga mayor, ortiga verde u ortiga toro). Europa, Asia, Norteamérica, Colombia.
- Urtica dubia (ortiga de hoja grande). Canadá.
- Urtica ferox (ongaonga ú ortiga árbol). Nueva Zelanda.
- Urtica fissa. China.
- Urtica galeopsifolia. Centro o Este de Europa.
- Urtica gracilenta (ortiga de montaña). Arizona, Nuevo México, oeste de Texas, norte de México, centro de Colombia.
- Urtica hyperborea. En los Himalayas desde Pakistán a Bután, Mongolia y Tíbet, en grandes alturas.
- Urtica incisa (ortiga arbustiva). Australia, Colombia.
- Urtica kioviensis. Este de Europa.
- Urtica laetivirens. Japón, Manchuria.
- Urtica leptophylla. Colombia.
- Urtica magellanica. Ortiga de Magallanes, se encuentra principalmente en Chile y Argentina.
- Urtica mairei. Himalayas, suroeste de China, noreste de India, Birmania.
- Urtica membranacea. Región Mediterránea, Azores.
- Urtica mexicana Liebm. - yezgo de México[3]
- Urtica morifolia. Islas Canarias (endémica).
- Urtica parviflora. Himalaya (altitudes bajas).
- Urtica pilulifera (ortiga romana). Sur de Europa.
- Urtica platyphylla. China, Japón.
- Urtica pubescens. Suroeste de Rusia este y centro de Asia.
- Urtica rupestris. Sicilia (endémica).
- Urtica sondenii. Norte de Europa, norte de Asia.
- Urtica taiwaniana. Taiwán.
- Urtica thunbergiana. Japón, Taiwán.
- Urtica triangularis Colombia.
- Urtica urens (ortiga menor ú ortiga anual). Colombia, Europa, Norteamérica.

## Principios activos
- Hojas, planta fresca:[cita requerida]
  - Clorofila a y b
  - Carotenoides (beta-caroteno).
  - Flavonoides
  - Sales minerales (hierro, calcio, sílice, azufre, potasio, manganeso).
  - Ácidos orgánicos (cafeico, clorogénico, gálico, fórmico, acético)
  - Provitamina A.
  - Mucílagos.
  - Escopoletósido.
  - Sitosterol.

- En los tricomas (pelos urticantes):[cita requerida]
  - Acetilcolina
  - Histamina
  - Serotonina.

- Raíces:[cita requerida]
  - Taninos.
  - Fitosteroles
  - Ceramidas.
  - Fenilpropanos.
  - Lignanas.
  - Polifenoles.
  - Monoterpendioles.
  - Aglutinina
  - Polisacáridos
  - Escopoletósido.

- Semillas:[4]
  - Mucílagos
  - Proteínas
  - Aceite: ácido linoléico.
  - Tocoferoles.

## Composición
Composición química: contiene flavonoides (de acción antioxidante y antiinflamatoria), sales minerales, ácidos orgánicos, pro vitamina A y C, mucílago, ácido fórmico, taninos, resina, silicio, acetilcolina, potasio, glucoquininas y una gran cantidad de clorofila (de ahí su color verde oscuro e intenso), histamina y serotonina.[cita requerida]
La planta también posee una sustancia llamada secretina, que es uno de los mejores estimulantes de las secreciones estomacales, del páncreas y de la bilis, así como de los movimientos peristálticos del intestino.
También contiene clorofila y ácidos orgánicos, a los que se debe su marcado efecto diurético.
Propiedades de la ortiga comprobadas científicamente: los extractos son ligeramente hipoglucemiantes. Tiene propiedades bactericidas y efectos favorables en los tratamientos de las afecciones de la piel (Príhoda, 1990; Wren, 1994).
La ortiga mayor es cosmopolita, crece en regiones altas desde Japón hasta los Andes. En la península ibérica es muy abundante en el Atlántico Norte y los Pirineos, aunque se puede encontrar por toda la península.[cita requerida]
Se cría en suelos ricos en nitrógeno y húmedos.[cita requerida]

## Recolección
Se recogerá la planta entera, dependiendo del uso que se le vaya a destinar. Puede utilizarse seca o recién recogida.
En fitoterapia, los naturistas aconsejan recolectar las sumidades floridas (herba urticae), o simplemente las hojas (folium urticae) de los tallos jóvenes.[cita requerida]
Para llevar la recolección a buen fin, se procede antes de la floración, y el secado debe de realizarse lo más rápidamente posible.
Con fines medicinales se recolectará entre mayo y agosto, aunque no hay problema en recolectarla a lo largo de todo el año. Con fines alimenticios, se recolecta en cualquier periodo.[cita requerida]
Por ser urticante se recolecta con guantes. Se cortarán sólo los tallos jóvenes y sanos. Las hojas viejas no se suelen usar debido a que son muy irritantes.[cita requerida] Las raíces se recolectan en primavera y en otoño. Antes de la aparición de las flores, la planta es más tierna.

## Partes utilizadas
Se utiliza la planta entera, incluyendo las raíces. También se usa la planta fresca.[cita requerida]
Principalmente las hojas (Urticae folium/herba), aunque también se pueden utilizar las raíces (Urticae radix).
Las raíces, además de las de la Urtica dioica L., son también beneficiosas las de la ortiga menor (Urtica urens L.), o especies híbridas de ambas, obtenidas durante el periodo de floración.
Popularmente también se emplean los frutos (Urticae fructus).
Antiguamente, se aplicaban las hojas en los genitales de los jóvenes que eran descubiertos masturbándose, dando lugar a las creencias de que si se realizaba la masturbación, aparecían innumerables enfermedades cancerígenas, y otras similares que derivaban en amputaciones.[cita requerida]

## Historia
La ortiga es una especie cuyas hojas eran ya citadas en los tratados medievales como remedio en los estados asociados a un déficit en la diuresis. Sin embargo, desde hace veinte años sus partes subterráneas (raíces y rizomas) son objeto de interés en el tratamiento de la hiperplasia benigna de próstata (HBP), tal y como han puesto de manifiesto los numerosos trabajos de investigación realizados sobre ellas. Dichas investigaciones han permitido acceder al conocimiento de sus más importantes principios activos y su actuación sobre algunos de los factores implicados en la aparición de la HBP. Por otra parte, los más recientes ensayos clínicos realizados con extractos normalizados de ortiga indican un efecto positivo sobre los síntomas urinarios asociados a la HBP. A ello se añade la gran tolerancia hacia los preparados elaborados con las partes subterráneas, ya que en ensayos a seis meses sólo un 0,7 por ciento de los pacientes mostró efectos secundarios, de escasa gravedad en todos los casos.

## Nombres, creencias y costumbres locales
- En la Costa Atlántica de Colombia y República Dominicana es conocida como "pringamosa", al igual que en el estado Zulia de Venezuela. En el resto de este país se le llama comúnmente ortiga, excepto en el Oriente de Venezuela se le da el nombre de Guaritoto.
- En algunas partes de Colombia se consume en ensaladas.
- En Teruel (España) se le llama "picasarna".
- En aragonés es conocida como "xordica" y variantes (ixordica, xordiga, ixordiga). Se utiliza en muchos pueblos del Pirineo Oscense (España), aunque a veces con un castellanismo fonético, pronunciando la sílaba inicial como cho y no xo o ixo. También existe el verbo xordicar y variantes, significando “ser picado por una ortiga”. En catalán, en el norte de la Franja aragonesa, se conoce como “eixordiga”.
- En Paraguay se la conoce con el nombre de Pyno[5] y se utiliza como remedio refrescante para tomar junto con el tereré, que es una bebida tradicional de este país.
- Para recolectarla o solo para tocarla sin que produzca el efecto urticante, se golpea la planta con una vara o rama o con el pie y luego se recoge.
- En Colombia, en forma jocosa, cuando alguien se porta mal, se le dice: "Te voy a dar una limpia o pela (azotes) con una rama de pringamosa"
- La ortiga que se llama "chichicaste", en El Salvador y Guatemala, es la Discocnide mexicana (Liebm.) Chew.
- Para combatir roces con la planta:
  - En los Pirineos se frotan las zonas dañadas con hojas del arroz, del pardal o de paret.
  - En otros sitios se usan las hojas de las malvas, frecuentes y fáciles de identificar.
- Según una creencia popular, si alguien orina en el mismo lugar durante cierto tiempo, crece una ortiga.
- En la actualidad, entre los usos de la planta para la medicina homeopática se citan los azotes con ortigas para tratar el lumbago, como pasaba en la antigüedad.[6] Se cuenta también que en la antigua Roma, se azotaba con un ramo de ortigas debajo del ombligo, riñones y nalgas a los hombres (sobre todo ancianos), para volver a dotarles del vigor perdido. Algo parecido hacían los antiguos griegos.
- Los campesinos cuando quieren cluecas a las gallinas con el fin de empollar huevos, las azotan con la planta fresca en la parte ventral.
- El médico y alquimista del siglo XVI, Paracelso, recomendaba recogerla cuando la luna está en la constelación de Escorpio y llevarla encima para obtener valentía y audacia.
- También se dice que Paracelso podía saber si un enfermo moriría o saldría de su enfermedad si echaba hojas de ortiga en la orina del paciente y las dejaba durante 24 horas. Si las hojas se secaban, el paciente moriría casi con certeza; si permanecían verdes, sobreviviría.
- Se utiliza también como materia prima para la obtención de clorofila en procesos industriales, para fabricar pasta de papel, como tinte para colorear telas y como fuente de fibras textiles para confeccionar cuerdas, redes, velas de barcos y ropas. Este último uso se remonta a la Primera Guerra Mundial, debido a la escasez de las fibras más habituales.
- En la ciudad mexicana de Coatzintla, la ortiga es utilizada en "la corrida de los judíos" celebrada cada año en Semana Santa.

## Fuente
Este artículo tiene como fuente, en todo o en parte, una web sin derechos de autor y dominio público obtenida de https://web.archive.org/web/20080111151534/http://endrino.cnice.mecd.es/~jroa0032/